# موسسه چشم‌انداز
مؤسسه چشم‌انداز (به انگلیسی: Landscape Institute (LI)) یک نهاد حرفه‌ای مستقر در انگلستان برای تخصص چشم‌انداز است. اعضای آن شامل معماران چشم‌انداز، طراحان شهری، برنامه‌ریزان چشم‌انداز، دانشمندان چشم‌انداز و مدیران چشم‌انداز است. موسسهٔ چشم‌انداز همچنین یک دسته‌بندی برای اعضای دانشگاهی دارد.